# Clan Mercante-Diomede

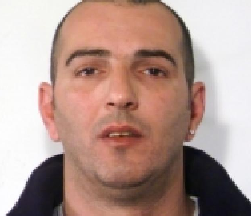
Nicola Diomede, uno dei boss del clan.

Il clan Mercante-Diomede è un'organizzazione criminale, originaria della città di Bari, operante soprattutto nei quartieri Carrassi, Libertà, San Paolo e Poggiofranco.

## Storia
Il clan è stato fondato da una confederazione di due famiglie criminali operative nel territorio di Bari, i Mercante, vicina al potente clan Capriati, attiva nel quartiere Libertà, con ramificazioni sul quartiere San Paolo, e i Diomede le cui zone di influenza, soprattutto per quanto riguarda lo spaccio di stupefacenti, sono i rioni Poggiofranco, Picone, Carrassi e San Pasquale. Tuttavia, non è raro che le due famiglie combattono con clan rivali nelle loro rispettive zone di influenza per ottenere l'egemonia nei loro affari illeciti.
Uno degli episodi più famosi che riguardano il clan, messo in atto dai Diomede, è la "Strage di San Valentino", avvenuta il 14 febbraio del 2000 sul lungomare di San Girolamo a Bari. In quell'occasione furono uccisi Nicola Cassano e Vito Marzulli, mentre Tommaso Montaruli, Francesco Abbrescia e Nicola Colangiuli rimasero feriti. Il vero bersaglio dell'agguato era Franco Strisciuglio, fratello del boss Mimmo Strisciuglio, fondatore e capo storico del clan Strisciuglio, ma Franco riuscì a sfuggire all'attacco (sarà però ucciso in un altro agguato il 13 agosto del 2003). La strage fu ordinata da Nicola e Giuseppe Diomede, mandanti del delitto, con l'obiettivo di colpire il clan rivale degli Strisciuglio, che aveva il controllo del quartiere San Girolamo, una zona strategica per i traffici illeciti, tra cui il contrabbando di sigarette e il traffico di droga. Negli anni '90 il clan Diomede era già attivo nei quartieri di Carrassi e San Paolo, e cercò di espandersi verso il quartiere San Girolamo, dove il clan Strisciuglio esercitava il suo potere. La strage di San Valentino segnò il culmine di una lunga guerra tra i due clan per il controllo del territorio, una guerra che provocò numerosi omicidi. Poco dopo l'attacco, il clan Strisciuglio rispose uccidendo Angelo Caricola, nipote di Giuseppe Diomede, in un agguato a Carbonara. Gli esecutori materiali della strage furono Lorenzo Rondinone, Giovanni Vitellaro, Vito Bottalico e Luigi Luce, che nel 2002 furono condannati a pene comprese tra i 14 e i 16 anni di carcere. Le loro testimonianze furono decisive per risalire ai mandanti e ricostruire le dinamiche all'interno della criminalità organizzata. Nicola Diomede è stato arrestato ed è stato condannato a 28 anni di reclusione per omicidio, detenzione e porto illegale di armi. Mentre Giuseppe Diomede, detto "Pinuccio il cantante", è stato condannato 30 anni di carcere per la strage.
Un'altra guerra in cui il clan è stato coinvolto, ma questa volta guidata dai Mercante, fu contro il clan Telegrafo. Nel 2005, infatti, Amleto Mercante, il fratello del boss Giuseppe, fu ucciso dal clan Telegrafo. Secondo le indagini, si pensa che sia stata una vendetta per un atto profano e irrispettoso compiuto da Mercante nei confronti di un membro dell'altro clan, che la vittima riteneva responsabile di un furto ai danni di sua nipote. Mercante avrebbe inizialmente aggredito l'esponente del clan rivale e successivamente avrebbe oltraggiato la memoria del padre defunto, strappandogli dal collo la medaglia con la sua immagine. Le indagini hanno inoltre permesso di identificare le responsabilità di altri due membri del clan, uno accusato di essere il mandante e l'altro presunto responsabile della distruzione dell'arma utilizzata nel delitto, gettata in mare e mai ritrovata.
Nel 2016, Luigi Luisi, detto «Gino», è morto due settimane dopo essere stato vittima di un agguato nel quale è rimasto gravemente ferito nel quartiere Libertà. Ritenuto un elemento di spicco del clan, Gino viene indicato da più pentiti come un grosso fornitore di eroina e cocaina per più clan locali in ragione di presunti rapporti molto stretti con la mafia albanese. Secondo le indagini, il responsabile dell'omicidio sarebbe il clan Strisciuglio. Ad aprile 2015, Luisi era già sopravvissuto ad un altro agguato, di cui sarebbe stato l'obiettivo, e costato invece la vita al figlio 27enne Antonio.
Nel 2021, il clan subì un colpo durissimo con la morte del suo storico capo Giuseppe Mercante. Mercante era il fondatore e boss indiscusso della fazione dei Mercante all'interno dell'organizzazione ed una delle figure più notorie della criminalità barese. Dopo la sua morte, infatti, la fazione dei Mercante si trova estremamente indebolita.
Nel febbraio 2023 sono stati arrestati sette uomini del clan, ritenuti responsabili, a vario titolo, di tentato omicidio, traffico di sostanze stupefacenti, violazione della legge sulle armi ed estorsioni, con l'aggravante della mafiosità.
Attualmente, le aree di influenza del clan Mercante-Diomede si sono estese anche alla provincia di Bari, in particolare ai comuni di Bitonto, Triggiano, Adelfia, Altamura e Gravina in Puglia e Ruvo di Puglia.

## Membri di spicco
- Giuseppe Mercante, soprannominato Pinuccio u' drogat - Uno dei fondatori e capo storico del clan. Finanziava e dirigeva il traffico di droga nei quartieri Japigia e Libertà, nel 2020 è stato condannato a 26 anni di carcere. Mercante è morto nel 2021.[10][11]
- Giuseppe Diomede, soprannominato Pinuccio Diò il cantante - figura di spicco della criminalità del quartiere San Paolo.[12]
- Nicola Diomede - considerato uno dei pezzi da novanta del clan.[13]
- Biagio Diomede - storico boss del quartiere Carrassi. Morto nel 2023.[14]